# 繪卷物

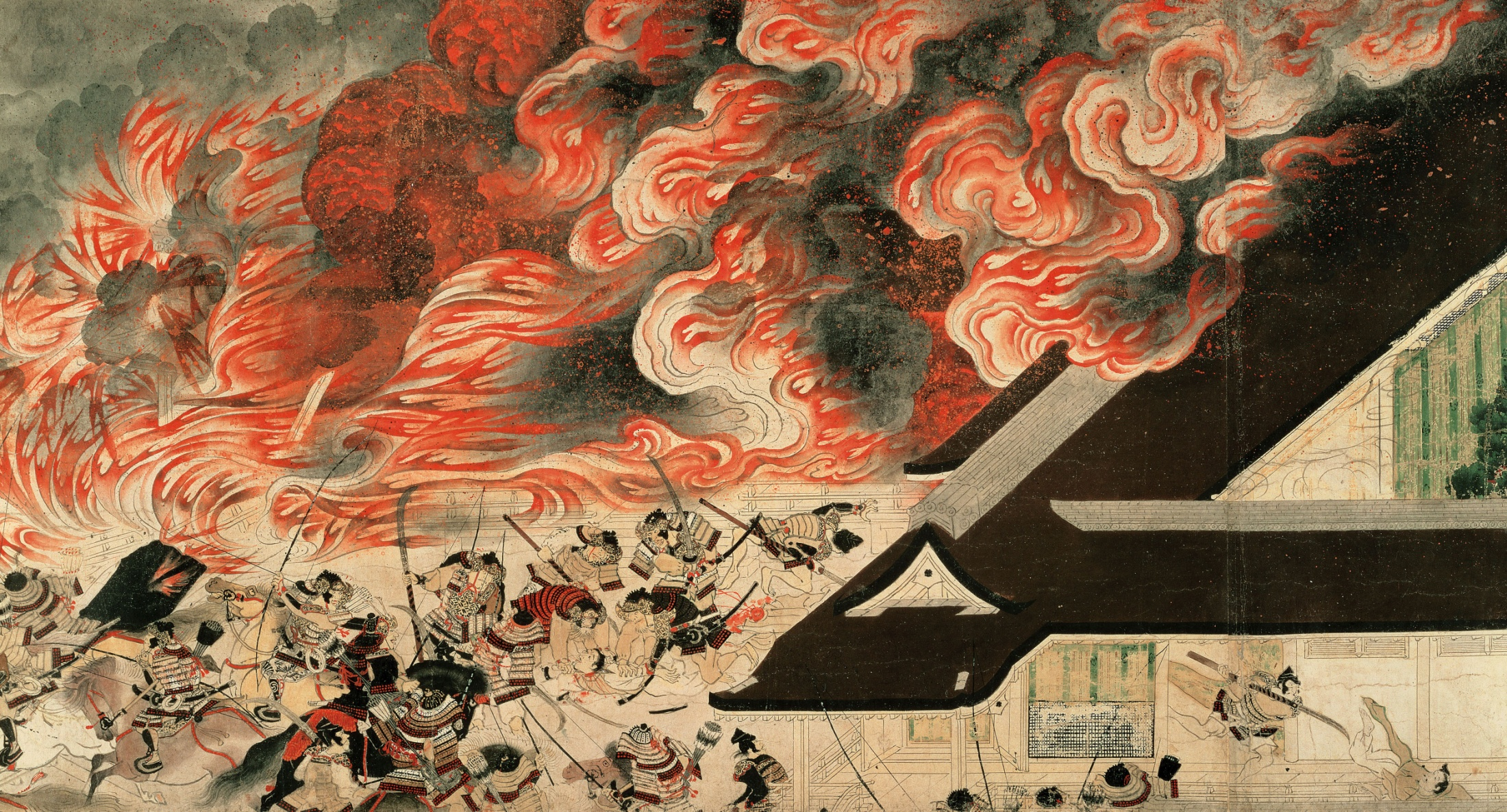
平治物語繪卷

繪卷物是指日本卷物上的绘画作品。也被稱為繪卷。繪卷的主題包含小說，如源氏物語、歷史作品，如伴大納言繪詞、與及宗教作品。《源氏物语绘卷》《信贵山缘起》《伴大纳言绘词》《鸟兽人物戏画》合称为日本的四大繪卷，也有一种说法是《鸟兽人物戏画》的位置被《粉河寺缘起绘卷》替代。

## 外部連結
- 维基共享资源上的相關多媒體資源：繪卷物